# Souvignargues
Souvignargues är en kommun i departementet Gard i regionen Occitanien i södra Frankrike. Kommunen ligger i kantonen Sommières som tillhör arrondissementet Nîmes. År 2022 hade Souvignargues 932 invånare.

## Befolkningsutveckling
Antalet invånare i kommunen Souvignargues
Referens:INSEE